# Ойротська автономна область
Ойротська автономна область (Ойротська АО) — адміністративно-територіальна одиниця РРФСР, що існувала у 1922—1948 роках.
Адміністративний центр — місто Ойрот-Тура (до 1932 року носило назву Улала).

## Історія

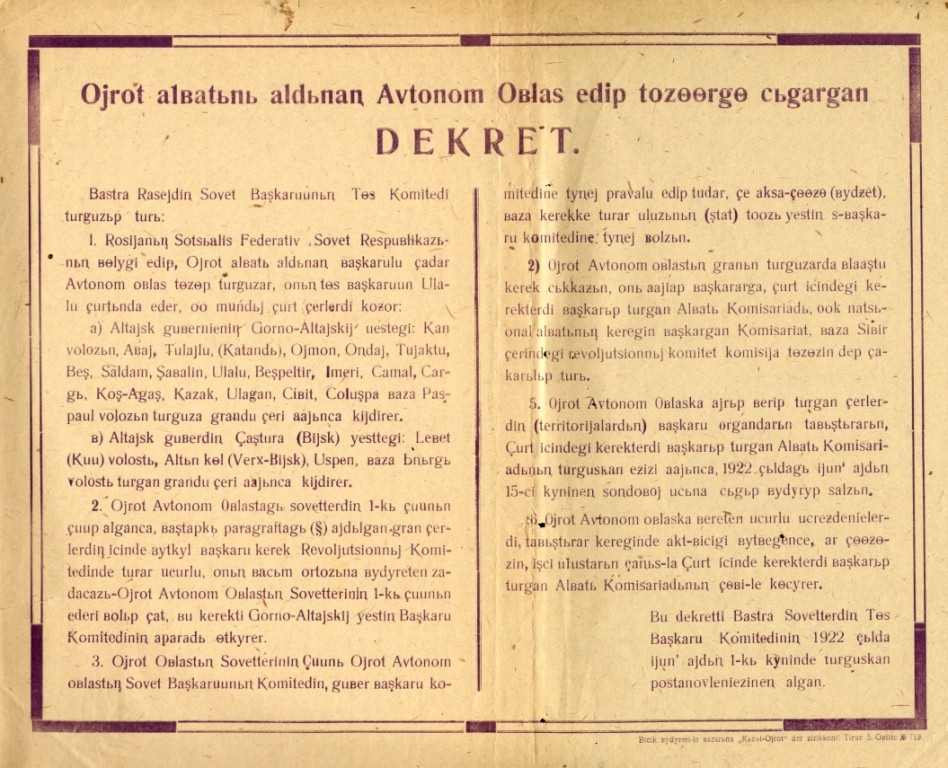
Декрет ВЦВК про утворення Ойратської АО алтайською мовою

Після Лютневої революції в Росії 1917 року алтайські націоналісти на чолі з художником Григорієм Чорос-Гуркіним розпочали рух за створення автономії алтайців. Була заснована Алтайська гірська дума, а після Жовтневого перевороту, у лютому 1918 року на з'їзді алтайців та російських переселенців було проголошено утворення Каракорум-Алтайського округу. Розглядалася також можливість створення незалежної Республіки Ойрот. Після повстання Чехословацького корпусу округ було підпорядковано небільшовицькому уряду Сибірської республіки, а після приходу до влади Колчака — перетворено на повіт. Алтайські збройні формування билися проти Червоної армії, і після завоювання Алтаю більшовиками повіт було ліквідовано, а його територію повернуто Бійському повітові. У той же час Наркомнац разом з тією частиною алтайської інтелігенції, що пішла на співпрацю з більшовиками, почав розробку проекту радянської алтайської автономії.
1 червня 1922 року з частини Алтайської губернії була виділена Ойратська АО з центром у місті Улала.
Постановою ВЦВК від 25 травня 1925 року було утворено Сибірський край. До складу краю була включена Ойратська АО.
Постановою ВЦВК від 30 липня 1930 року Сибірський край було розділено на два краї — Західно-Сибірський і Східно-Сибірський. До складу Західно-Сибірського краю була включена Ойратська АО.
2 березня 1932 року Ойратська АО була перейменована на Ойротську АО.
В 1937 Ойротська АО була включена до Алтайського краю.
7 січня 1948 року Указом Президії Верховної Ради СРСР Ойротська АО була перейменована на Горно-Алтайську автономну область.

## Адміністративний поділ
На 7 січня 1948 року до складу Ойротської автономної області входили такі райони (аймаки):
1. Кош-Агацький — с. Кош-Агач,
2. Майминський — с. Майма,
3. Онгудайський — с. Онгудай,
4. Турочацький — с. Турочак,
5. Улаганський — с. Усть-Улаган,
6. Усть-Канський — с. Усть-Кан,
7. Усть-Коксинський — с. Усть-Кокса,
8. Чойський — с. Чоя,
9. Шебалиінський — с. Шебаліно,
10. Елекмонарський — с. Чемал.

## Ресурси Інтернету
- Адміністративно-територіальний поділ РРФСР(рос.)
- Адміністративні перетворення в Республіці Алтай[недоступне посилання з квітня 2019](рос.)
- Декрет об образовании Автономной области Ойратского народа(рос.)
- История образования Ойротской (Горно-Алтайской автономной) области(рос.)